# A bunyós csaj
A bunyós csaj (eredeti címe: Girlfight) 2000-ben bemutatott amerikai sport témájú filmdráma Karyn Kusama rendezésében. A főszerepben az elsőfilmes Michelle Rodriguez látható. 
Világpremierje a 2000-es Sundance Filmfesztiválon volt 2000. január 22-én. A mozikban 2000. október 6-án mutatták be. Magyarországon csak videókazettán volt megtekinthető 2001. október 4-től.
A bunyós csajt külföldi filmnek járó ifjúsági díjjal jutalmazták a 2000-es cannes-i filmfesztiválon.

## Cselekmény
Diana Guzman brooklyni tinédzser, aki forrófejűsége miatt többször is verekedésbe keveredik iskolatársaival. Frusztrációja boldogtalan otthoni életéből fakad; egy állami lakótelepen él testvérével, Tinyvel és egyedülálló apjukkal, Sandróval. Sandro fizeti Tiny bokszedzéseit abban a reményben, hogy profi bokszoló lesz belőle, bár Tiny inkább művészhajlamú.
Miután meglátogatja Tiny edzőtermét, és közbelép egy verekedésbe, hogy megvédje őt, Diana megkéri az edzőket, hogy engedjék őt is bokszolni. Azt mondják neki, hogy edzhet ott, de nem vehet részt tényleges küzdelmekben. Hector Soto edző órái azonban költségesek, ezért zsebpénzt kér az apjától, de az azt mondja neki, hogy keressen munkát. A lány inkább a pénzét lopja el, és visszatér az edzőterembe, ahol Hector elkezdi tanítani neki a bokszolás alapjait.
Diana először Adrian Sturgesszel edz, akivel később újra találkozik, amikor Hector elviszi egy profi bunyóra. Adrian a bunyó után meghívja Dianát vacsorára, és megcsókolja, miután hazakísérte. Egy este, egy verekedés után, amely során Diana monoklit kapott, Sandro meglátja Dianát és Adriant együtt, és szembesíti őt, feltételezve, hogy Diana bántalmazó kapcsolatban él. A lány kiviharzik a lakásból, és Adriannel tölti az éjszakát. Amikor a férfi a szüleiről kérdezősködik, a lány elárulja, hogy az édesanyja néhány éve öngyilkos lett. Amikor Diana visszatér a lakásba, Tiny felajánlja, hogy felhagy a bokszolással, hogy a lány felhasználhassa az apjuktól kapott edzői pénzt.
Diana később elmegy Hector születésnapi partijára, de elmegy, amikor meglátja, hogy Adrian az exbarátnőjével barátkozik. A következő edzőtermi edzésükön Adrian vonakodik megütni Dianát, ezért a nő otthagyja. Diana első amatőr meccsét egy másik lány ellen tervezi, de amikor az ellenfele visszalép, végül egy férfi, Ray Cortez ellen küzd meg. Sandro a küzdelem közepén érkezik, hogy lássa, a meccs Ray kizárásával végződik illegális lökdösődés miatt. Amikor Diana hazaér, Sandro szidja őt a gyenge győzelméért. A nő azzal vág vissza, hogy a földre veri a férfit, és azzal vádolja meg, hogy öngyilkosságig bántalmazta az édesanyját.
Hetekig tartó kemény edzés után Diana újabb amatőr küzdelmet nyer, ezúttal egy lány, Ricki Stiles ellen. Bár Diana elfogadja Adrian bocsánatkérését, a feszültség ismét felerősödik közöttük, amikor megtudják, hogy mindketten bejutottak a döntőbe a saját osztályukban, hogy ott egymás ellen küzdjenek. Adrian nem hajlandó egy lány ellen küzdeni, Diana pedig igyekszik meggyőzni őt, hogy jogos ellenfélként tekintsen rá. Aznap azonban megjelenik a mérkőzésen, és egy kiegyenlített mérkőzés után Diana a bírók egyhangú döntésével győz. A küzdelem után Adrian attól fél, hogy elvesztette Diana tiszteletét, de a lány azt mondja neki, hogy még jobban tiszteli, amiért megküzdött vele, és kibékülnek.

## Szereplők
| Szerep         | Színész                 | Magyar hang                         | Magyar hang                     |
| Szerep         | Színész                 | 1. magyar változat (Syncton Stúdió) | 2. magyar változat (BTI Stúdió) |
| -------------- | ----------------------- | ----------------------------------- | ------------------------------- |
| Diana Guzman   | Michelle Rodriguez      | Csondor Kata                        | Molnár Ilona                    |
| Hector Soto    | Jaime Tirelli           | Sörös Sándor                        | Háda János                      |
| Sandro Guzman  | Paul Calderon           | Horányi László                      | n.a                             |
| Adrian Sturges | Santiago Douglas        | Schmied Zoltán                      | n.a                             |
| Tiny Guzman    | Ray Santiago            | Előd Álmos                          | n.a                             |
| Ray Cortez     | Víctor Sierra           | Vári Attila                         | n.a                             |
| Marisol        | Elisa Bocanegra         | n.a                                 | n.a                             |
| Veronica       | Shannon Walker Williams | n.a                                 | n.a                             |
| Don            | Louis Guss              | n.a                                 | n.a                             |
| Cal            | Herb Lovelle            | Varga Tamás                         | Szokol Péter                    |
| Ira            | Thomas Barbour          | Antal László                        | n.a                             |

## Fogadtatás

### Kritikai visszhang
A film kedvező kritikákat kapott. A Rotten Tomatoeson 87%-os minősítést ért el 130 értékelés alapján, az összefoglaló szerint: „Michelle Rodriguez meggyőző alakítást nyújt, annak ellenére, hogy nem rendelkezik bokszolói háttérrel; Karyn Kusama nagyot üt ebben a rendezői debütálásban.”
Andrew Sarris az Observertől azt írta: „Az előzetes hírverés most az egyszer bőségesen beigazolódott, köszönhetően egy Michelle Rodriguez nevű, kezdő színésznő rendkívül karizmatikus filmbemutatójának.” Peter Travers a Rolling Stone-tól azt írta: „Rodriguez egy született sztár szépségével és intenzitásával tündököl, Kusama pedig bátran tartja őt a lábán egy olyan filmmel, amely nem kerülgeti az ütéseket.” Emanuel Levy a Varietytől azt írta: „Összefüggő kép, amely egyszerre megrendítő belvárosi dráma, lelkesítő sportfilm, érzelmes családi történet és mindenekelőtt édes románc.”
A MetaCritic 70 pontot adott a 100-ból 34 vélemény alapján. Desson Thomas a The Washington Posttól azt írta: „Ragyogóan alábecsült film.” Rita Kempley szintén a The Washington Posttól azt írta: „Egy szedett-vedett független film, amely ugyanolyan érzelmi erejű, mint a "Rocky".”

### Bevételi adatok
A film 1,6 millió dollárt hozott a kasszába a Box Office Mojo szerint, a költségvetésről nincs információ.

### Fontosabb díjak és jelölések
2000-es cannes-i filmfesztivál
- Ifjúság díja külföldi filmnek
- CICAE-díj (jelölés)
- Arany Kamera (jelölés)